# 向受祐
向受祐（琉球語：／  ?；1684年—1734年）和名玉城親方朝薰（琉球語：／ ），琉球國第二尚氏王朝的一名士族。他是琉球歷史上著名的音樂家，曾創立了琉球特有的舞劇組踊。
向受祐是尚真王第三子尚韶威（今歸仁王子朝典）的後裔。童名思五郎，號能達。1692年祖父向國柱逝世後，因父親已死，向受祐繼承了祖父的玉城間切總地頭。在1704年至1715年，向受祐曾奉命多次赴薩摩藩和江戶，並受到薩摩藩藩主島津吉貴的賞識。1715年當任尚貞王逝世七年忌的踊奉行一職。
1718年，因中國冊封使來琉球，向受祐奉尚敬王之命，當任迎接冊封使的踊奉行，參考了日本藝能，向湛水流音樂家向日長（新里親方朝住）學習了歌三線，創立了琉球特有的舞劇——組踊。次年，由他創作的組踊《二童敵討》、《執心鐘入》上演，受到了中國冊封使徐葆光的讚賞。
次年，向受祐陞任御物奉行吟味役一職，成為表十五人的一員。此後歷任申口方吟味日帳主取、日帳主取、御物奉行等職，並曾作為年頭慶賀使赴薩摩藩。1728年陞紫冠，位階為親方。1734年逝世，享年51歲。其墳墓在今浦添市前田。
在向受祐的影響下，其第三子向廷瑛（奧平親雲上朝喜）亦對藝術頗有造詣，並也成為琉球著名的音樂家。

## 家族
- 祖父：向國柱（玉城親方朝恩）
- 父：向明祿（玉城里之子朝致）
- 母：章氏眞鍋（向受祐出生後改嫁阿天麟（與儀親雲上守包））

- 妻：眞加戸（馬氏浦添親方良意女） 
  - 長子：向廷瑚（玉城親雲上朝嘉）
  - 長女：思乙（號茲光，嫁翁氏安谷屋親方盛孟）
  - 次子：朝雄（過繼給向氏砂邊里之子親雲上朝盈為嗣子）
  - 三子：向廷瑛（奧平親雲上朝喜）
  - 四子：向廷璋（玉城里之子朝忠）
  - 次女：眞鍋（號月峯，嫁向氏與世川里之子親雲上朝英）
  - 三女：思乙（號為蓮，嫁向文源（與世山親方朝昌））

- 繼室：武樽（號順心，大里間切與那原村照屋筑登之親雲上女）

- - 四女：思武太（號鶴仙，嫁毛續熙（豐見嶺親方盛幸））
  - 五女：松金（號玉蓮，嫁向氏越來按司朝穎）
  - 五子：向廷瓚（玉城朝常，童名思德，號淳英，夭死，無位階）

## 外部連結
- （日語） http://www.wonder-okinawa.jp/015/（页面存档备份，存于）